# 박동신 (축구 선수)
박동신(한국 한자: 朴東信, 1990년 1월 25일 ~ )은 대한민국의 전 축구 선수이며, 포지션은 미드필더였다.